# カン・アラン
カン・アラン（ハングル表記：강아랑、1991年10月13日 - ）は、大韓民国の韓国放送公社 (KBS) 所属の 気象キャスター、アナウンサー。釜山市で生まれた。2010年に中央大学校の演劇映画科に入学し、2014年に卒業した。2014年に第84回全国春香選抜大会で真・善・美の美に選ばれた。KBS江陵放送局でアナウンサーを務めた。2015年にKBS所属の気象キャスターになった。『KBSニュース9』や『KBSニュース広場』などの番組に出演している。